# Estornell llustrós
L'estornell llustrós (Aplonis metallica) és una espècie d'ocell de la família dels estúrnids (Sturnidae). Habita boscos de les terres baixes a les Moluques, Aru, Nova Guinea, Arxipèlag Bismarck, Illes Salomó, i nord-est d'Austràlia. El seu estat de conservació es considera de risc mínim.